# 斯洛博然斯凱 (別列斯京區)
斯洛博然斯凱（烏克蘭語：Слобожанське）是烏克蘭東部哈爾科夫州別列斯京區凯希奇夫卡市镇内的鎮。該村始建於1899年，面積5.27平方公里，海拔高度176米，2001年人口2,911，人口密度每平方公里552.4人。